# SMS 니오베

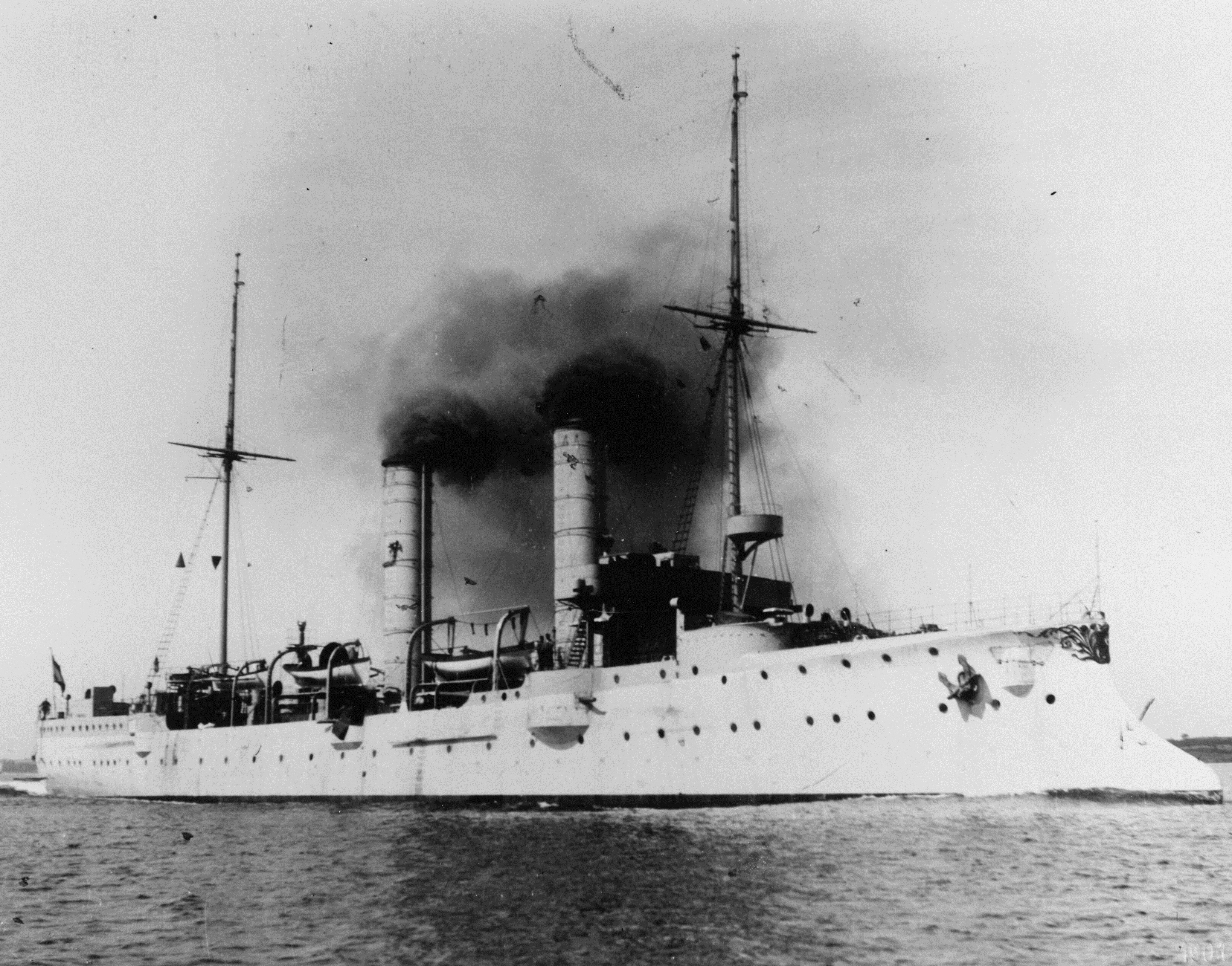

SMS 니오베(SMS Niobe)는 1890년대 후반과 1900년대 초반에 독일 황립해군을 위해 건조된 10척의 가젤급 경순양함 중 두 번째였다. 가젤급은 초기의 무방비 순양함과 aviso 설계의 정점으로, 두 유형의 장점을 결합하여 제국 함대의 모든 미래 경순양함의 시조가 되었다. 독일 주요 함대와 독일 식민지에서 근무하도록 제작된 이 선박은 10.5cm(4.1인치) 함포 10문으로 무장했으며 최고 속도는 21.5노트(39.8km/h, 24.7mph)였다. 이 배는 40년 이상 독일, 유고슬라비아, 이탈리아 함대에서 근무하며 오랜 경력을 쌓았다.
니오베는 제국 해군에서 국내 및 해외 해역에서 어뢰정의 소함대 리더, 본함대의 정찰병, 동아시아 함대의 기지 함선 등 다양한 역할을 수행했다. 제1차 세계 대전이 발발한 후 이 배는 독일 북해 연안을 방어하는 임무를 맡은 선박에 합류했다. 1915년 후반에 이 배는 현역에서 물러나 다양한 사령부의 본부함으로 사용되었다. 1917년에 무장 해제되었으나 베르사유 조약에 따라 전후 제국 해군에 허용된 순양함 중 하나로서 1920년대 초에 현대화되고 재무장되었다.
이 배는 독일 제국에서 활발하게 운용되지 않았으며 1925년 독일은 이 배를 세르비아, 크로아티아, 슬로베니아 왕국(나중에 유고슬라비아)에 매각했다. 그곳에서 이 배는 Dalmacija로 이름이 바뀌었고 1941년 4월까지 유고슬라비아 왕립 해군에서 복무했다. 이후 추축국 유고슬라비아 침공 당시 이탈리아군에 포로로 잡혔다. 카타로(Cattaro)로 이름이 변경된 이 배는 1943년 9월 이탈리아가 항복할 때까지 이탈리아 이탈리아 왕국 해군에서 복무했다. 그 후 이 배는 이탈리아를 점령한 독일군에 의해 포로가 되어 원래 이름을 복원했다. 1943년 12월 실바(Silba) 섬에 좌초될 때까지 잠시 아드리아 해에서 사용되었으며 이후 영국 모터 어뢰정에 의해 파괴되었다. 난파선은 궁극적으로 1947년에서 1952년 사이에 회수되어 스크랩으로 분해되었다.